# نجا خيطية الأوراق
نجا خيطية الأوراق (الاسم العلمي:Najas filifolia) هي نوع من النباتات تتبع جنس النجا من فصيلة الحب المائية.